# Tazzarine
Tazzarine (Arabisch: تازارين, Berbers: ⵜⴰⵣⴰⵔⵉⵏ) is een kleine stad in de provincie Zagora in de regio Souss-Massa-Daraâ in het zuiden van Marokko. De stad telt ongeveer 20.000 inwoners en ligt rond een oase aan de hoofdweg van Marrakesh naar de Erg Chebbiwoestijn.

## Nabijgelegen dorpen
- Abdi N'Ilamchane
- Ait Boudaoud
- Aït Ouazik
- N'kob
- Oum Errommane
- Tamsahelte
- Tanoumrite
- Timarrighine